# Renato Sorriso
Renato Luiz Feliciano Lourenço, conhecido como Renato Sorriso, é um gari e passista brasileiro Trabalha na Comlurb - Companhia Municipal de Limpeza Urbana da cidade do Rio de Janeiro desde dezembro de 1995.
Ganhou o apelido em 1997, quando, trabalhando na limpeza da Passarela do Samba do Rio de Janeiro, durante o desfile das escolas de samba, começou a sambar com a sua vassoura. Chegou a ser repreendido por um chefe, mas, como recebeu o aplauso do público, seu ato não apenas foi permitido mas se tornou uma atração a mais no carnaval carioca.
Além de repetir regularmente a dança com a vassoura nos intervalos entre as escolas, Renato Sorriso chegou a desfilar pela Portela em 2009, fantasiado de malandro. Também gravou comerciais de TV e se apresentou em espetáculos de samba.
Na cerimônia  de encerramento dos Jogos Olímpicos de Verão de 2012, em Londres, Renato abriu o bloco dedicado à música brasileira.